# Saint Lucia i olympiska sommarspelen 2016
Saint Lucia deltog med fem deltagare vid de olympiska sommarspelen 2016 i Rio de Janeiro. Ingen av landets deltagare erövrade någon medalj.

## Friidrott
Förkortningar
- Notera– Placeringar avser endast det specifika heatet.
- Q = Tog sig vidare till nästa omgång
- q = Tog sig vidare till nästa omgång som den snabbaste förloraren eller, i fältgrenarna, genom placering utan att nå kvalgränsen
- NR = Nationellt rekord
- N/A = Omgången fanns inte i grenen
- Bye = Idrottaren behövde inte tävla i omgången

Bana och väg
| Idrottare   | Gren                | Heat     | Heat      | Kvartsfinal | Kvartsfinal | Semifinal        | Semifinal        | Final            | Final            |
| Idrottare   | Gren                | Resultat | Placering | Resultat    | Placering   | Resultat         | Placering        | Resultat         | Placering        |
| ----------- | ------------------- | -------- | --------- | ----------- | ----------- | ---------------- | ---------------- | ---------------- | ---------------- |
| Jahvid Best | Herrarnas 100 meter | Bye      | Bye       | 10,39       | 7           | Gick inte vidare | Gick inte vidare | Gick inte vidare | Gick inte vidare |

Fältgrenar
| Idrottare        | Gren              | Kval    | Kval      | Final            | Final            |
| Idrottare        | Gren              | Distans | Placering | Distans          | Placering        |
| ---------------- | ----------------- | ------- | --------- | ---------------- | ---------------- |
| Jeanelle Scheper | Damernas höjdhopp | 1,89    | 25        | Gick inte vidare | Gick inte vidare |
| Levern Spencer   | Damernas höjdhopp | 1,94    | =1 Q      | 1,93             | 6                |

## Segling
| Seglare                 | Gren                  | Lopp | Lopp | Lopp | Lopp | Lopp | Lopp | Lopp | Lopp | Lopp | Lopp | Lopp | Nettopoäng | Finalplacering |
| Seglare                 | Gren                  | 1    | 2    | 3    | 4    | 5    | 6    | 7    | 8    | 9    | 10   | M*   | Nettopoäng | Finalplacering |
| ----------------------- | --------------------- | ---- | ---- | ---- | ---- | ---- | ---- | ---- | ---- | ---- | ---- | ---- | ---------- | -------------- |
| Stephanie Devaux-Lovell | Damernas laser radial | 29   | 25   | 30   | 33   | 30   | 29   | 24   | 3    | 27   | 30   | EL   | 226        | 29             |

## Simning
| Simmare       | Gren                  | Heat  | Heat      | Semifinal        | Semifinal        | Final            | Final            |
| Simmare       | Gren                  | Tid   | Placering | Tid              | Placering        | Tid              | Placering        |
| ------------- | --------------------- | ----- | --------- | ---------------- | ---------------- | ---------------- | ---------------- |
| Jordan Augier | Herrarnas 50 m frisim | 23,28 | 45        | Gick inte vidare | Gick inte vidare | Gick inte vidare | Gick inte vidare |